# Saint-Bonnet-le-Troncy
Saint-Bonnet-le-Troncy är en kommun i departementet Rhône i regionen Auvergne-Rhône-Alpes i östra Frankrike. Kommunen ligger i kantonen Lamure-sur-Azergues som tillhör arrondissementet Villefranche-sur-Saône. År 2022 hade Saint-Bonnet-le-Troncy 311 invånare.

## Befolkningsutveckling
Antalet invånare i kommunen Saint-Bonnet-le-Troncy
| Referens: INSEE |